# Zanica
Zanica är en ort och kommun i provinsen Bergamo i regionen Lombardiet i Italien. Kommunen hade 8 739 invånare (2018).